# 南京板鸭
南京板鸭较干，形如平板，肉质酥烂细腻，香味浓郁，有“干、板、酥、烂、香”之美誉。

## 历史来源
南京板鸭传说始于一千四百多年前的侯景之乱。梁武帝被困于台城，粮草紧缺，于是吃鸭。为了防止鸭子腐烂，加盐与佐料腌制。
为了避人耳目便用夹板压扁，得名板鸭。

## 外观
经压制的鸭子颈能直立不弯，胸膛突出，全身呈椭圆。

## 品种
现分为腊板鸭和春板鸭两种。
- 南京板鸭腌制的最好季节是每年的大雪到冬至，这一时期制作的成品叫腊板鸭。
- 从立春到清明腌制，其成品叫春板鸭，但保存的时间比腊板鸭要短。